# Virgen de Exeter

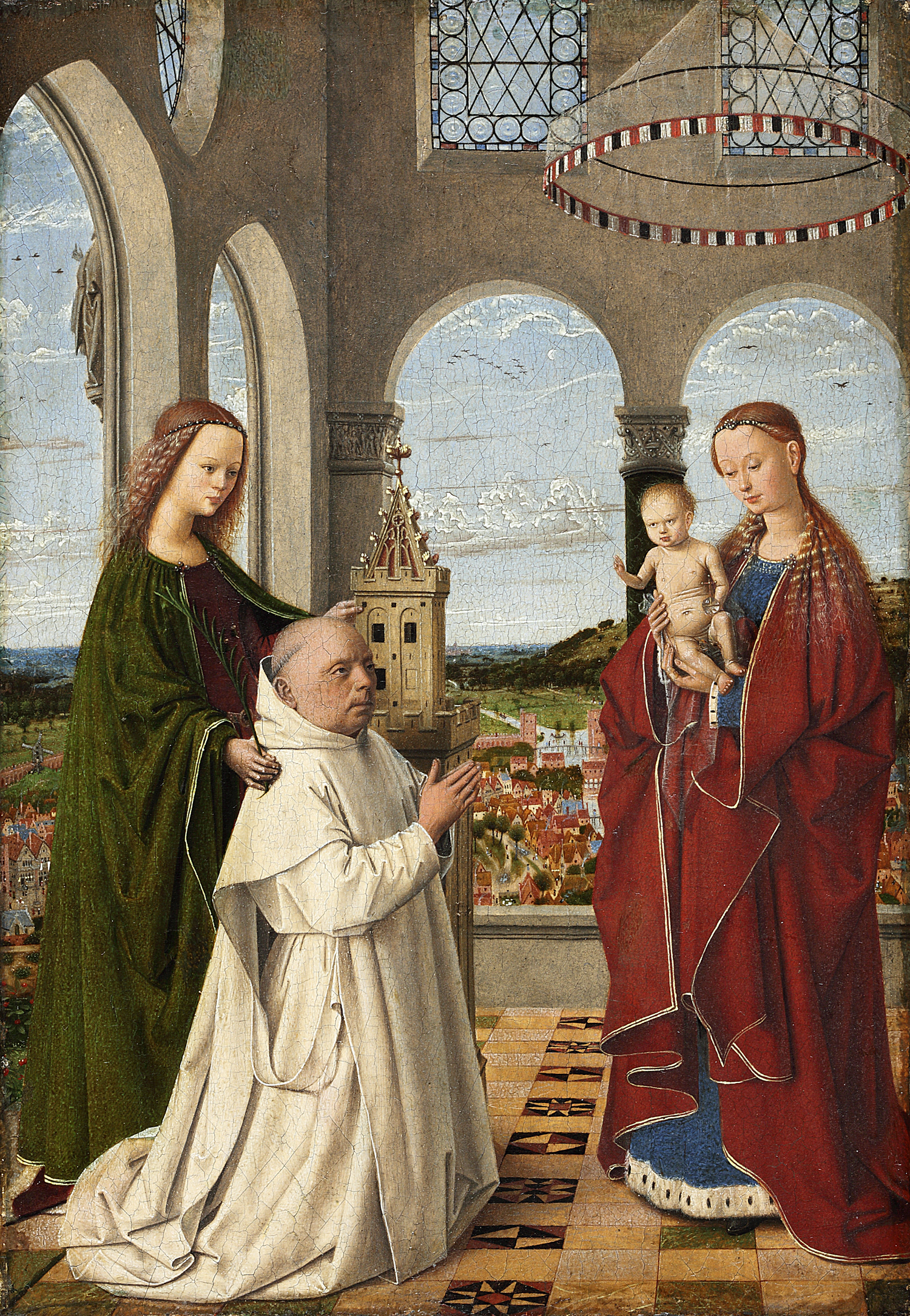
Virgen de Exeter, c. 1450, 19,5 cm x 14 cm, Gemäldegalerie, Berlín.

La Virgen de Exeter o Virgen con el Niño, Santa Bárbara y Jan Vos son los nombres que se le dan a una pequeña pintura al óleo sobre tabla terminada c. 1450  del pintor flamenco primitivo Petrus Christus.  Muestra a Santa Bárbara presentando al monje cartujo Jan Vos a la Virgen María que sostiene al Niño Jesús en sus brazos de pie ante él. Su diminuto tamaño sugiere que fue concebida como una pieza devocional personal.
La pintura está ambientada en una logia de altas arcadas que recuerda al interior de la Virgen del canciller Rolin de Jan van Eyck, con una hilera de baldosas en el suelo que separan los reinos terrenal y celestial. El panel pudo haber sido una pieza complementaria de la última obra de van Eyck, también encargada por el mismo comitente, la Virgen de Jan Vos (c. 1441).
La atribución a Christus es hoy indiscutible, pero los historiadores del arte no están seguros de la fecha y las circunstancias del encargo. En el siglo XVII se pensaba que era obra de Jan van Eyck y el marqués de Exeter la vendió como tal. Fue adquirida por el Museo Kaiser-Friedrich en 1888 y ahora se encuentra en la Gemäldegalerie de Berlín. 

## Comisión

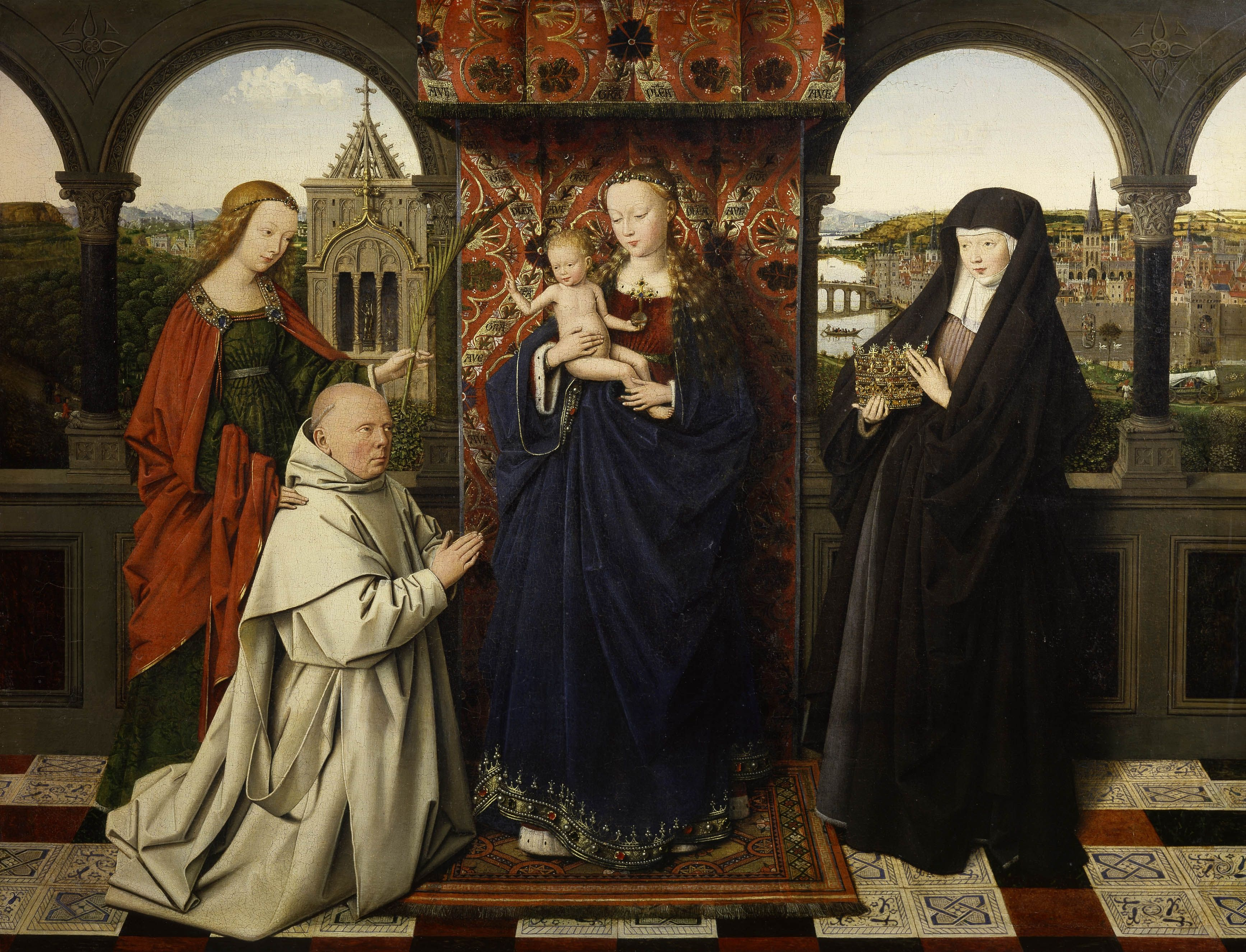
Virgen de Jan Vos, Jan van Eyck, c. 1441.

El monje cartujo del cuadro fue identificado como Jan Vos en 1938 por el historiador del arte HJJ Scholtens. Vos se convirtió en prior de la Cartuja de Val-de-Grace en 1441, cuando probablemente encargó la Virgen de Jan Vos al afamado y prestigioso Jan van Eyck. Pero Van Eyck murió solo unos meses después sin finalizarla y se han propuesto varias teorías sobre la mano de Petrus Christus en esa pintura. El historiador del arte Erwin Panofsky especuló que Christus terminó el cuadro de van Eyck.  Teniendo en cuenta la adquisición de la ciudadanía por parte de Christus el 6 de julio de 1444, su aparente llegada a Brujas en ese momento  y los movimientos de Vos (estuvo ausente de Brujas durante varios años), no parece demasiado factible; un escenario mucho más probable es que la Virgen de Exeter fuera encargada como una pieza devocional portátil para Vos durante sus viajes o a su regreso a Brujas en la década de 1450. 

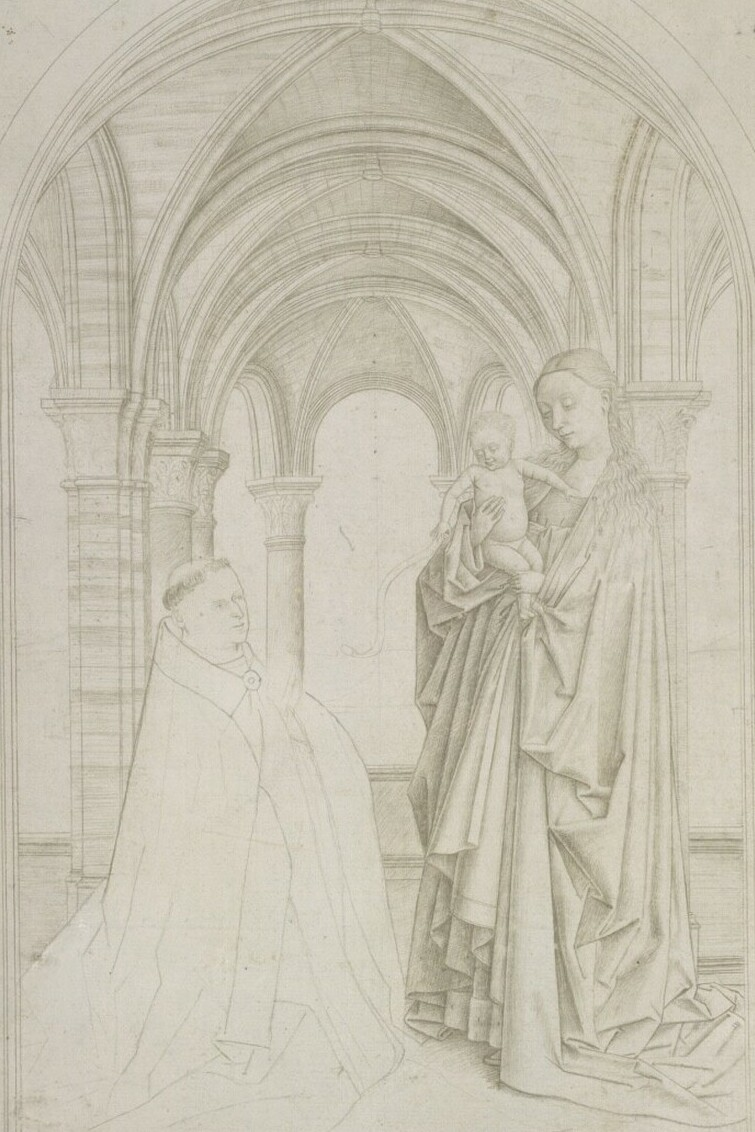
Boceto a punta de plata de la Virgen y el Niño, según Jan van Eyck, ahora atribuida a Petrus Christus.

Es posible que Vos le haya dado la Virgen de Jan Vos a Christus, que también parece haber utilizado como fuente la ahora perdida Virgen de Nicolas van Maelbeke.  La interpretación de Christus es una reinterpretación, más que una copia directa de la pintura eyckiana. Aunque Santa Bárbara y Vos se encuentran en la misma posición en ambos cuadros,  la diferencia más evidente es la exclusión de Santa Isabel de Hungría. 

## Descripción
Santa Bárbara junto a la alta maqueta de una torre que la identifica, poniendo la diestra en la que porta la palma del martirio en su hombro, presenta a Jan Vos, arrodillado orante, a la Virgen María, que sostiene al Niño Jesús en brazos de pie ante él, y bajo un dosel de lino trasparente con flecos negros, blancos y rojos.  Lleva un manto rojo sobre un vestido azul. El sencillo vestido sólo está adornado con una única banda de piel de armiño en el dobladillo. El atuendo y la postura son similares en su simplicidad a la Virgen del Árbol Seco de Christus.   La representación del niño recuerda un poco al del Tríptico de Dresde de van Eyck. 

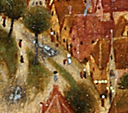
Detalle de figuras caminando en la ciudad a poca distancia.

Las figuras están agrupadas en un pórtico alto o logia que se abre a una vista de una ciudad y paisaje de fondo.  La tradición gótica de un donante arrodillado ante la Virgen es común en el arte flamenco temprano, siendo la Virgen del canciller Rolin de van Eyck quizás el ejemplo más notable, que Christus habría visto. Christus toma prestada la línea de baldosas de esa pintura, que están destinadas a separar simbólicamente el reino terrenal del celestial. La historiadora del arte Maryan Ainsworth escribe que Christus arrinconó las figuras, haciéndolas más íntimas y utilizando ángulos asimétricos característicos de su obra.  El historiador del arte Joel Morgan Upton describe la disposición como "estrictamente paralela" con un primer plano en escorzo, en una "ubicación diagonal y asimétrica... activada por una sorprendente colocación oblicua de figuras".  La distinción entre las figuras y el espacio que las rodea es característica de la obra de Christus, al igual que su perspectiva de un solo punto de fuga. El espectador mira a la Virgen desde la misma perspectiva que el monje arrodillado y se ve arrastrado al ambiente de la sacra conversazione, que se ve acentuado por la riqueza del mundo más allá de la estancia. 
El paisaje urbano del fondo cercano ha sido identificado como Brujas en la década de 1450 y está representado con un grado de detalle inusualmente alto.  Dentro de la logia, el atributo de la torre de Santa Bárbara se asemeja al campanario de Brujas. En el extremo izquierdo del exterior, en la plaza Huidenvettersplein, se puede ver a los transeúntes y un jinete sobre un caballo blanco. A través de la ventana central se pueden ver los canales de la ciudad y el pequeño lago debajo de un puente levadizo. 

### Otras lecturas
- Caprón, Emma; Maryan Ainsworth y Till-Holger Borchert. The Charterhouse of Bruges: Jan Van Eyck, Petrus Christus and Jan Vos. Colección Frick, 2018.ISBN 9781911282198
- Panofsky, Erwin. Early Netherlandish Painting. Londres: HarperCollins, 1953.ISBN 0-06-430002-1
- Falque, Ingrid, “The Exeter Madonna by Petrus Christus: Devotional Portrait and Spiritual Ascent in Early Netherlandish Painting”, en Ons geestelijk erf, 86/3, 2015, págs.